# فولاد ابزاری
فولاد ابزاری (به انگلیسی: Tool Steel) به دسته‌ای از فولادهای کربنی و آلیاژی گفته می‌شود که برای ساخت ابزار و قالب مناسب هستند. این خواص شامل سختی بالا، مقاومت به سایش، مقاومت به تغییرشکل و دفورمه شدن و قابلیت حفظ لبه برش دهنده در دماهای بالا است. به همین دلیل فولادهای ابزاری برای شکل دهی به سایر مواد مناسب هستند.
فولادهای ابزاری معمولاً در کوره‌های قوس الکتریکی و تحت شرایط و الزامات ویژه فولادهای ابزاری ذوب می‌شوند. فولادهای ابزاری در حقیقت فولادهایی هستند که قابلیت سخت‌کاری و تمپرینگ دارند. درصد بالای عناصر آلیاژی و میکروساختار مناسب کاربردهای طاقت فرسا و شدید، باعث شده که تولید این فولادها دشوار باشد.
خواص اصلی فولاد ابزار شامل مقاومت به سایش، سختی بالا، و قابلیت حفظ شکل در دماهای فوق‌العاده بالا باعث استفاده از آن در ساخت ابزارهایی مانند مته، برقو، کاترها، قالب‌های فورجینگ، و قالب‌های تزریق پلاستیک شده‌است.
بازار فولاد ابزار در سال ۲۰۱۷ بیش از ۴٫۵ میلیارد دلار ارزش داشت و انتظار می‌رود تا سال ۲۰۲۴ صنعت به بیش از ۲٫۵ میلیون تن فولاد ابزار نیاز داشته باشد. بزرگترین شرکت‌های تولیدکننده فولاد ابزاری در جهان عبارتند از: ناچی-فوجیکوشی، هیتاچی متالز، وست‌آلپاین، ساموئل سان اند کو، ارامت، تیانگونگ اینترنشنال، شرکت فولاد پنسیلوانیا، کی‌لو اسپشال استیل.

## طبقه‌بندی فولادهای ابزاری
تعداد بسیار زیادی از فولادهای ابزار به‌طور مؤثری توسط مؤسسه آهن و فولاد آمریکا (AISI) طبقه‌بندی شده‌است که توسط کشورهای بسیاری پذیرفته شده و استفاده می‌شود. سیستم طبقه‌بندی AISI فولادهای ابزار را بر اساس مشخصات برجسته آن‌ها مانند آلیاژ، کاربرد یا عملیات حرارتی آن‌ها به گروه‌های مختلفی تقسیم‌بندی می‌کند.
| گروه                                                                      | نماد شناسایی |
| ------------------------------------------------------------------------- | ------------ |
| فولادهای ابزاری سخت شونده با آب (Water-Hardening)                         | W            |
| فولادهای ابزاری مقاوم به شوک و ضربه (Shock Resistant)                     | S            |
| فولاهای ابزاری کارسرد سختکاری شونده با روغن (Oil-Hardening)               | O            |
| فولادهای ابزاری کارسرد، آلیاژ-متوسط، سختکاری شونده در هوا (Air-hardening) | A            |
| فولادهای ابزاری کارسرد، کروم-بالا، پرکربن                                 | D            |
| فولادهای ساخت قالب                                                        | P            |
| فولادهای ابزاری کار گرم (Hot-Work)، کروم، تنگستن و مولیبدن                | H            |
| فولادهای ابزاری تندبر تنگستنی (Tungsten)                                  | T            |
| فولادهای ابزاری تندبر مولیبدنی (Molybdenum)                               | M            |

ریزساختار سختکاری شده یک فولاد ابزاری متداول، شامل زمینه‌ای از مارتنزیت تمپرشده حاوی پراکندگی‌های مختلفی از آهن و کاربیدهای آلیاژی است. وجود درصد بالایی از کربن یا عناصر آلیاژی در این فولادها، امکان سختکاری یا تشکیل مارتنزیت در هنگام خنک کاری را فراهم کرده‌است. هر چه درصد کربن یا عناصر آلیاژی در مارتنزیت در حالت فوق اشباع بیشتر باشد، که از آستنیت مادر به ارث می‌برد، درصد کاربیدهای شکل گرفته در حین تمپرینگ بیشتر خواهد بود. هر چه درصد عناصر تشکیل دهنده کاربیدهای قوی بیشتر باشد، چگالی کاربیدهای پایدار در آستنیت در هنگام کار در حالت گرم و آستنیتی کردن بیشتر خواهد بود. این کاربیدها علاوه بر آن‌هایی که در حین تمپرینگ در مارتنزیت شکل گرفته‌اند، به‌عنوان اجزایی از میکروساختار باقی خواهند ماند. هر چه درصد کربن مارتنزیت و چگالی کاربیدها بیشتر باشد، مقاومت به سایش فولاد افزایش خواهد یافت، اما از طرفی چقرمگی آن کاهش می‌یابد.

### گروه سختکاری شونده با آب: گروه W
فولادهای ابزاری سختکاری شونده در آب کمترین میزان عناصر آلیاژی را در میان فولادهای ابزاری دارند و اساساً این فولادها، فولادهای کربنی هستند. به همین دلیل قابلیت سختکاری آن‌ها پایین بوده و برای تشکیل مارتنزیت باید آن‌ها را در آب کوئنچ کرد. حتی با وجود کوئنچ کردن در آب ممکن است فقط سطح فولاد سخت‌کاری شود. با این حال درصد بالای کربن در فولادهای ابزاری سختکاری شونده در آب این اطمینان را می‌دهند که در هر جایی که مارتنزیت شکل بگیرد، سختی بالایی وجود خواهد داشت. به دلیل درصد پایین عناصر آلیاژی در فولادهای ابزاری سخت شونده در آب، با عملیات حرارتی فقط کاربیدهای آهن شکل خواهند گرفت.
این فولادها توسط آب سختکاری می‌شوند و به همین دلیل فولادهای ابزاری سختکاری شونده با آب نام گذاری شده‌اند. فولادهای گرید-W در حقیقت فولادهای کربن-بالای ساده هستند. این گروه از فولادهای ابزاری به دلیل قیمت پایین‌تر آنها نسبت به سایر فولادهای ابزاری پرکاربردترین فولادهای ابزاری هستند. این فولادها برای کاربردهایی که دمای بالا وجود ندارد بسیار مناسب است. در دماهای بالای ۱۵۰ درجه سلسیوس این فولادها خاصیت سختی خود را به شدت از دست می‌دهند. از آنجایی که این فولادها پس از عملیات حرارتی خیلی بیشتر از فولادهای سختکاری شونده در هوا یا روغن، تاب برداشته یا ترک می‌خورند، امروزه نسبت به قرن ۱۹ و ۲۰ خیلی کمتر از آن‌ها استفاده می‌شود و معمولا از فولاد های آنلینگ شده و یا فولاد هایی که تنش زدایی شده است استفاده میکنند .

### گروه کار سرد

#### گروه سختکاری شونده با روغن (Oil Hardening): سری O
فولادهای ابزاری کار-سرد، سخت‌کاری شونده در روغن با هدف تولید فولادهایی با مقاومت به سایش بسیار بالا در شرایط کار در حالت سرد توسعه داده شدند. سختی بالا توسط مارتنزیت کربن-بالای تمپر شده در دمای پایین، برای تولید کاربیدهای پراکنده بسیار ریز، ایجاد می‌شود. به دلیل وجود درصد بالای کربن و عناصر آلیاژی، قابلیت سختکاری تا عمق زیادی از قطعه، توسط کوئنچ کردن در روغن وجود دارد. گرید O7 حاوی درصد بسیار بالایی از کربن و درصد زیادی عناصر آلیاژی است که باعث بهبود تشکیل گرافیت می‌شود، و این امر سبب افزایش قابلیت ماشینکاری و عمر قالب می‌شود.
این سری شامل گریدهای O1 و O2 و O6 و O7 می‌باشد. فولادهای این گروه همگی در دمای ۸۰۰ درجه سلسیوس سخت‌کاری و داخل روغن کوئنچ شده و در دمای زیر ۲۰۰ درجه سلسیوس برگشت (tempering) داده می‌شوند.

#### گروه سختکاری شونده در هوا (Air Hardening): سری A
فولادهای ابزاری آلیاژ-متوسط، کار-سرد در شرایط کار در حالت سرد مقاومت به سایش بالایی دارند. گریدهای مختلف این فولادها، به دلیل دامنه مختلفی از درصد کربن و عناصر آلیاژی، ترکیب‌های مختلفی از چقرمگی و سختی ارائه می‌دهند. مشابه فولادهای سخت شونده در روغن، مقاومت در برابر سایش توسط مارتنزیت پر-کربن و کاربیدهای ریز پراکنده فراهم می‌شود. با این حال درصد عناصر آلیاژی به اندازه‌ای زیاد است که امکان تشکیل مارتنزیت در هنگام خنک شدن در هوا نیز وجود دارد و در نتیجه این فولادها در هوا نیز سختکاری می‌شوند. خنک کاری نسبتاً آهسته این فولادها در هوا باعث به حداقل رسیدن اعوجاج و تاب برداشتن قطعه و پایداری ابعادی خوب آن‌ها در هنگام عملیات حرارتی می‌شود. این گروه از فولادهای ابزاری دارای گریدی با نام A10 است که حاوی گرافیت نیز می‌باشد.
فولادهای ابزاری نوین سخت‌کاری شونده در هوا با ویژگی «تغییر شکل و دفورمه شدن کم» خود در طول فرایند خنک کاری شناخته می‌شوند. قابلیت ماشین‌کاری آن‌ها معمولاً خوب بوده و توازن خوبی بین استحکام و مقاومت به سایش در آن‌ها برقرار است.
اولین فولاد ابزاری سخت‌کاری شونده در هوا با عنوان Mushet steel شناخته می‌شد.

#### گروه کربن بالا، کروم بالا: سری D
فولادهای ابزاری کار سرد، کربن-بالا، کروم-بالا مقاومت بسیار بالایی در برابر سایش و خوردگی دارند. در این فولادها علاوه بر نقش مارتنزیت کربن-بالای تمپرشده در اجزای میکروساختار، تعداد زیادی از کاربیدهای آلیاژ نیز نقش مهمی در دستیابی به مقاومت در برابر سایش بالا دارند. مقداری از کاربیدهای آلیاژ در هنگام انجماد تولید شده و با آستنیت در هنگام کار در حالت گرم و آستنیتی کردن همزیستی می‌کنند، و مقداری نیز در هنگام تمپرکردن ایجاد می‌شود. در این فولادها نیز، درصد بالای عناصر آلیاژی قابلیت سختکاری را بالا برده و امکان تولید مارتنزیت در هنگام خنک کاری در هوا و در نتیجه پایداری ابعادی قطعه ایجاد می‌گردد. با اینکه مقاومت به سایش فولادهای ابزاری سری-D برای کاربردهای کار در حالت سرد مطلوب است، فرایندهای ماشینکاری و سنگ زنی در هنگام تولید قالب‌های ریخته‌گری و تزریق پلاستیک دشوار است.
فولادهای ابزاری کلاس کار سرد شونده سری D، که در اصل شامل فولادهای D2 و D3 و D6 و D7 است، حاوی ۱۰ تا ۱۳ درصد عنصر کروم است. این فولادها معمولاً سختی خود را تا ۴۲۵ درجه سلسیوس حفظ می‌کنند. از کاربردهای متداول این گروه می‌توان به قالب‌های فورجینگ، بلوک قالب‌های دایکستینگ و قالب‌های ساخت قطعه به روش کشش (drawing) اشاره کرد. به دلیل درصد بالای کروم آنها برخی فولادهای سری D به عنوان فولاد زنگ نزن یا «شبه-زنگ نزن» شناخته می‌شوند. اما به دلیل رسوب کروم و محتوای کربن آن‌ها به صورت کاربید، خاصیت مقاومت به زنگ زدگی آن‌ها پایین است.

### گروه کار گرم

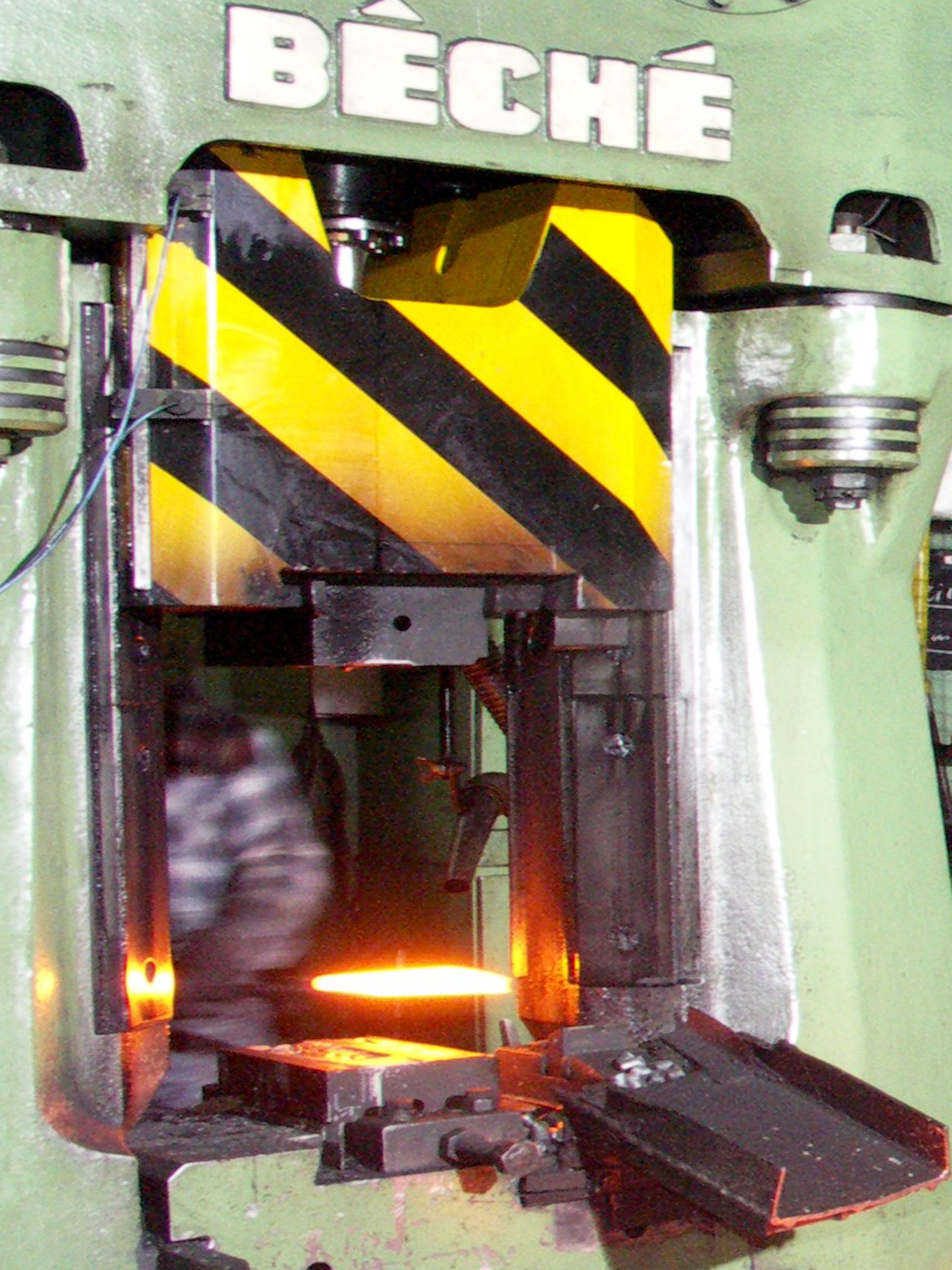
شکل دهی به فلزات توسط ضربه‌های سنگین این پرس سقوطی در دمای بالاتر از دمای تبلور مجدد، نوعی کار گرم (Hot Working) می‌باشد. شکل دهی فلزات توسط این پرس‌های ضربه ای در دماهایی بسیار کمتر از دمای کار-گرم، «فورجینگ سرد» خوانده می‌شود که نوعی فرایند «کار-سرد» می‌باشد. قالب‌های مورد استفاده در این دستگاه‌های پرس باید شرایط بسیار طاقت فرسایی را تحمل کنند.

فولادهای ابزاری کار-گرم فولادهایی هستند که برای شکل‌دادن یا برش مواد در دماهای بالا از آن‌ها استفاده می‌شود.
- فولادهای ابزار کار گرم کرومی باید مقاومت به بارگذاری ضربه‌ای در حالت گرم فوق‌العاده بالا، مقاومت به نرم شدن در هنگام قرار گرفتن در معرض گرما و مقاومت به خستگی بالایی داشته باشند. این مجموعه الزامات طاقت فرسا، که در فورجینگ و بسیاری از فرایندهای کار در حالت گرم و ریخته‌گری تحت فشار کاملاً متداول است، با استفاده از درصد کربن متوسط و غلظت‌های نسبتاً بالای کروم و سایر عناصر تشکیل دهنده کاربید برطرف می‌گردد. درصد متوسط کربن با محدود کردن غلظت کربن مارتنزیت و محدود کردن اندازه ذرات کاربید آلیاژ، چقرمگی را افزایش می‌دهد. استحکام دما بالای خوب نیز از طریق تمپرینگ در دمای بالا ایجاد می‌گردد، که در آن پراکندگی‌های پایدار و ریز کاربیدهای آلیاژ کروم و وانادیم رسوب می‌کند. این کاربیدهای ریز در زیر کار و استفاده از قالب، بسیار آهسته و کند درشت می‌شوند. درصد آلیاژ بالای فولادهای H نیز سختی پذیری بسیار خوبی را ایجاد کرده و باعث سخت شدن بخش‌های ضخیم قالب توسط خنک سازی در هوا می‌شود.[۷]
- فولادهای ابزار کار گرم تنگستنی مقاومت به نرم شدگی در دمای بالای بسیار بیشتری نسبت به فولادهای ابزار کار گرم کرومی دارند. این مقاومت به نرم شدگی از طریق افزودن مقادیر قابل توجهی از تنگستن به فولاد ایجاد می‌گردد، که خود نیز علاوه بر کروم، تعداد زیادی کاربیدهای آلیاژ پایدار در داخل ریزساختار ایجاد می‌کند. البته این توزیع کاربیدهای اضافی باعث کاهش چقرمگی می‌شود.[۷]
- فولادهای ابزار کار گرم مولیبدنی می‌توانند مقاومت به نرم شدگی مشابهی با فولادهای ابزار کار-گرم تنگستنی ایجادکنند، به همین دلیل بسته به قیمت یا دسترسی به هر کدام، می‌توانند جایگزین هم شوند. مولیبدن نیز، که یکی دیگر از عناصر تشکیل دهنده کاربیدهای آلیاژ قوی است، در کنار کروم، وانادیوم و تنگستن به فولاد افزوده می‌شود تا بخش بزرگی از کاربیدهای آلیاژ را فراهم کند، که در صورت قرار گرفتن در معرض عملیات‌های شکل دهی دمای بالا، باعث ایجاد ریزساختارهای پایدار می‌شود.[۷]

### گروه مقاوم به شوک
فولادهای ابزاری مقاوم به شوک یا ضربه با هدف ساخت فولادهایی با چقرمگی و مقاومت به شکست بالا در کنار داشتن استحکام و مقاومت به سایش بالا برای کاربردهای بارگذاری ضربه‌ای ساخته شده‌اند. چقرمگی بالا با نگه داشتن درصد کربن در سطح متوسط حاصل می‌شود، به این طریق درصد کربن در مارتنزیت کم بوده و کاربیدهای پراکنده ریز است. درصد عناصر آلیاژی این فولادها نسبت به فولادهای ابزاری گروه W بیشتر بوده و در نتیجه قابلیت سختکاری آن‌ها نیز بالاتر است. عناصر آلیاژی همچنین ایجاد کاربیدهای پراکنده را تقویت می‌کنند.
افزایش زیاد مقاومت به شوک و سختی توسط آلیاژی کردن فولاد با عنصرهای کروم-تنگستن، سیلیکون-مولیبدن، سیلیکون-منگنز انجام می‌شود. فولادهای ابزاری مقاوم به شوک (سری S) طوری طراحی می‌شوند که هم در دماهای بالا و هم در دماهای پایین نسبت به شوک و ضربه ناگهانی مقاوم باشند. برای داشتن استحکام کافی نیاز است که سطح کربن پایین باشد (در حدود ۰٫۵ درصد).

### گروه تندبر
به مقاله اصلی فولاد تندبر رجوع شود.

### گروه کاربرد-خاص
- فولادهای ابزاری نوع-P که مخفف فولادهای قالب تزریق پلاستیک (Plastic Injection Molds) هستند. این فولادها نسبت به سایر فولادهای ابزاری درصد کربن کمتری دارند، تا امکان ماشینکاری و ایجاد حفره‌های مورد نیاز در آن‌ها، در حالت نرم بازپخت شده، وجود داشته باشد. سپس این فولادها کربن دهی و سختکاری می‌شوند تا سختی سطحی و مقاومت به سایش مورد نیاز ایجاد گردد. یکی از الزامات اصلی فولادهای ساخت قالب، قابلیت صیقل کاری و داشتن بافت سطح عالی در آنهاست. گاهی اگر خوردگی قالب‌های ساخته شده از فولادهای آلیاژ پایین نوع-P مشکل ساز باشد، از فولادهای زنگ نزن مارتنزیتی برای ساخت این قالب‌ها استفاده می‌شود.[۷]
- فولادهای ابزاری نوع-L که مخفف فولادهای ابزاری آلیاژ-پایین استفاده خاص هستند. فولاد L6 برای مثال چقرمگی بسیار بالایی دارد.
- فولادهای ابزاری نوع-F که توسط آب سختکاری می‌شوند و مقاومت به سایش آن‌ها بسیار بیشتر از فولادهای ابزاری نوع-W است.

## تولید فولادهای ابزاری

### ذوب اولیه

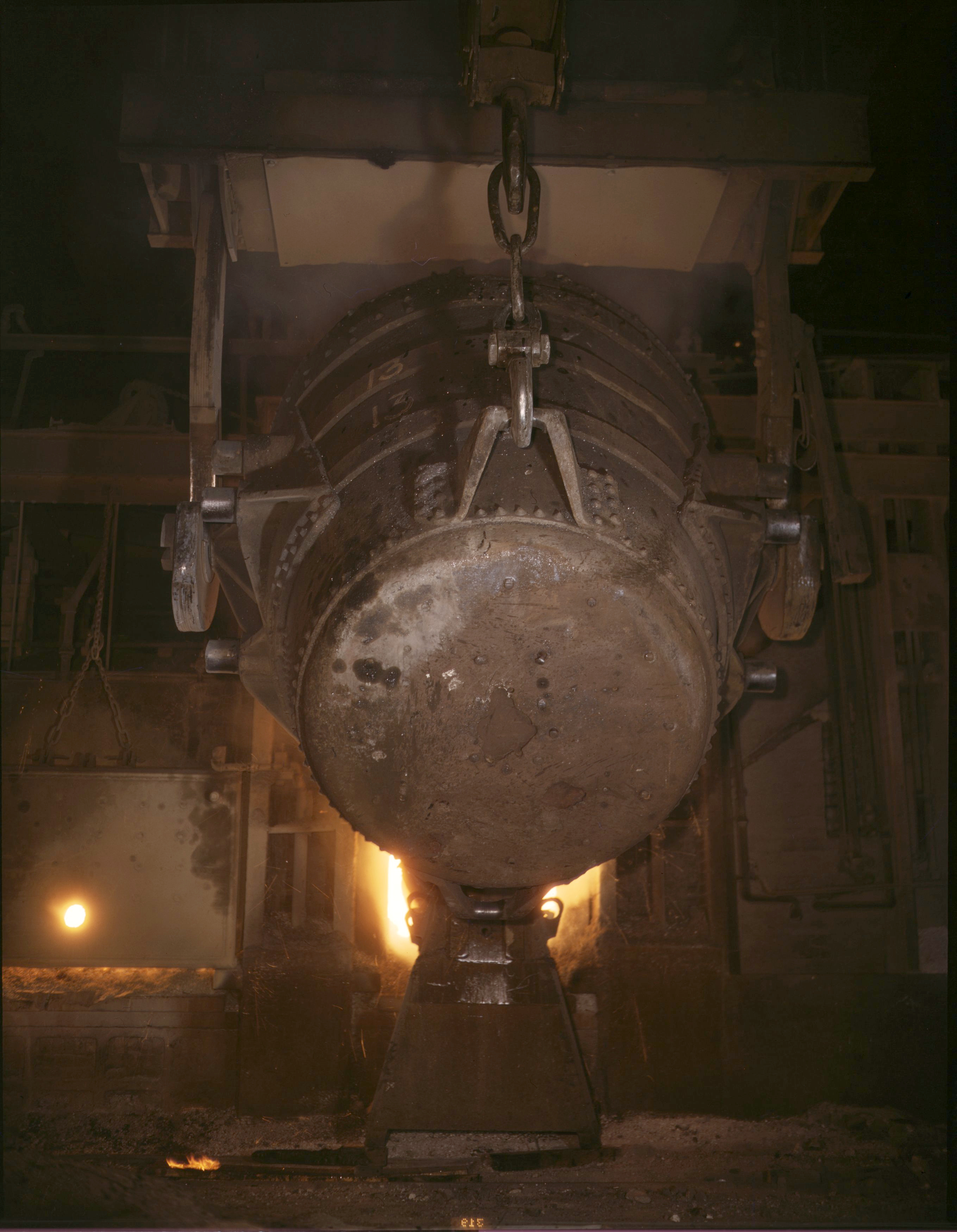
پاتیلی از آهن مذاب که در حال ریختن مذاب به داخل کوره بلند روباز، برای تولید فولاد است.

امروزه ذوب در کوره‌های قوس الکتریکی اصلی‌ترین روش تولید فولادهای ابزاری می‌باشد. همچنین امروزه فرایند تولید فولاد به دو مرحله تقسیم شده‌است؛ مرحله اول فقط شامل ذوب بوده و هیچ گونه پالایش و اصلاحی در آن انجام نمی‌شود. در نتیجه می‌توان ماشین آلات و فرایندها را برای این حالت بهینه‌سازی کرد. (برای مثال از کوره‌های قوس الکتریکی فوق قوی استفاده کرد) در مرحله دوم فلز مذاب داغ به داخل یک پاتیل یا مخزن مبدل منتقل شده و عمده پالایش و اصلاح در آنجا انجام می‌شود. مزیت اصلی اصلاح در مخزن ثانویه افزایش سرعت و ظرفیت تولید می‌باشد. راندمان، کیفیت، تکرارپذیری و همچنین ثبات نیز افزایش می‌یابند.

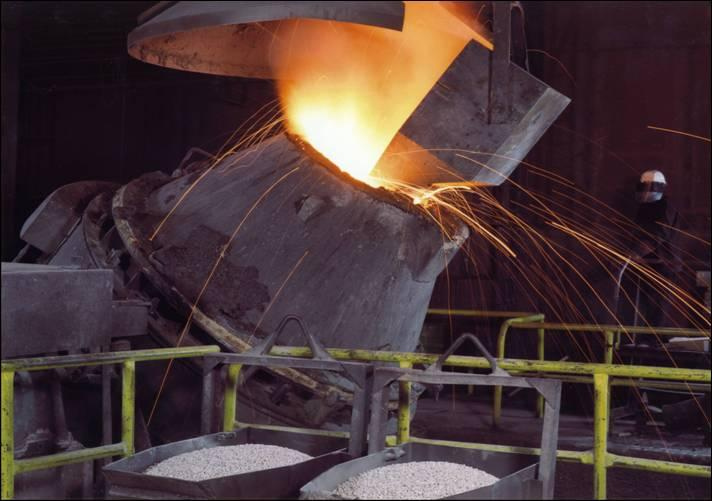
پالایش فولاد در یک مخزن کربن زدایی اکسیژن آرگون (AOD)

مواد اولیه بخش قابل توجهی از هزینه فولاد ابزاری تولید شده را تشکیل می‌دهند. به همین دلیل، فشارهای ناشی از بازارهای رقابتی، استفاده از موادی با کمترین هزینه که ترکیب شیمیایی نهایی را ایجاد کند، الزامی کرده‌است. معمولاً ۷۵٪ از فلز قراضه ای که قرار است ذوب شود، خود فولاد ابزاری قراضه است. در تولید فولاد ابزاری برای جلوگیری از آلودگی مذاب باید توجه کافی داشت، مخصوصاً آلایش مذاب توسط عناصر نامطلوبی مانند نیکل، کبالت و مس که نمی‌توان آنها را از طریق اکسایش از مذاب حذف کرد. افزودن عناصر آلیاژی از قبیل کروم، تنگستن، مولیبدن، وانادیم، سیلیسیم، و منگنز معمولاً در فرایند AOD (کربن زدایی اکسیژن آرگون) به شکل فِروآلیاژها انجام می‌شود. همچنین می‌توان مولیبدن، کبالت، و وانادیم را به شکل اکسید نیز به مذاب اضافه کرد و سپس در فرایند AOD آنها را کاهش داد (کاهش عکس فرایند اکسایش است که در آن ماده، الکترون جذب می‌کند).
ماده اولیه شارژ شده در مخزن معمولاً با بالاترین سرعت ممکن ذوب می‌شود، سپس به یک مخزن پالایش ثانویه مانند مخزن AOD منتقل می‌شود. سپس در این مخزن با تزریق نسبت‌های کنترل شده‌ای از گازهای اکسیژن و آرگون یا نیتروژن، از درون لوله دم آهنگری (tuyere) غوطه ور در مذاب، پالایش و اصلاح انجام می‌شود. در این فرایند کنترل عالی ترکیب شیمیایی، شامل درصد کربن، گوگرد، فسفر، گاز اکسیژن (O2) و گاز هیدروژن (H2) امکان‌پذیر است. همچنین می‌توان بسته به نوع آلیاژ در حال ساخت، نیتروژن را تا حدودی حذف کرده یا با تزریق آن به مذاب آن را عمداً افزایش داد. از آنجایی که در فرایند AOD منبع گرمای اضافی وجود ندارد، کنترل دما از طریق کنترل نرخ دمش گاز انجام می‌شود. برای تأمین گرمای اضافی می‌توان از افزودن آلومینیوم یا سیلیسیم به عنوان سوخت و ایجاد فرایند اکسایش گرمازا استفاده کرد.
زمانی که ترکیب شیمیایی مورد نظر ایجاد شد و دمای مورد نیاز ایجاد شد، مذاب به داخل یک پاتیل ریخته شده و به ایستگاه ریخته‌گری منتقل می‌شود (برای تفکیک این فرایند با سایر فرایندهای ریختن به آن teeming می‌گویند).